# Контад, Луи Жорж Эразм де
Луи Жорж Эразм де Контад (фр. Louis Georges Érasme de Contades; 2 октября 1704 — 19 января 1795) — французский военачальник времён Семилетней войны, маршал Франции.
В 1758 году назначен главнокомандующим Рейнской армии на место графа Клермона, но показал на этом месте мало предприимчивости, однако ему всё же удалось уже 9 августа оттеснить герцога Брауншвейгского на правый берег Рейна.
В 1759 году он стал главнокомандующим всей французской армии в Германии и проник, после победы Брольи в битве у Бергена (13 апреля), до Везера; 1 августа он проиграл сражение у Миндена, вынужден был отступить к Рейну и сложить с себя в сентябре звание главнокомандующего.